# M/S Saga Lejon
Saga Lejon är ett svenskt passagerarfartyg..
Saga Lejon byggdes på Husumer Schiffswerft GmbH i Husum i Tyskland och levererades 1969 som M/S Malmö till Centrumlinjen i Malmö för trafik mellan Malmö och Köpenhamn. 
Hon seglar sedan 2003 på för Royal Stockholm Cruise Line i Stockholm. 